# Jan Fischer (luchador)
Jan Fischer (29 de abril de 1986) es un deportista alemán que compitió en lucha grecorromana. Ganó dos medallas en el Campeonato Europeo de Lucha, plata en 2007 y bronce en 2010.

## Palmarés internacional
| Campeonato Europeo | Campeonato Europeo | Campeonato Europeo | Campeonato Europeo |
| Año                | Lugar              | Medalla            | Categoría          |
| ------------------ | ------------------ | ------------------ | ------------------ |
| 2007               | Sofía (Bulgaria)   | Medalla de plata   | 84 kg              |
| 2010               | Bakú (Azerbaiyán)  | Medalla de bronce  | 84 kg              |